# Кобільник Лілія Іонівна
Кобільник Лілія Іонівна (нар. 3 березня 1952, Стрий Львівської області) — український хоровий диригент, виконавець у жанрі авторської пісні, педагог. Лавреатка та дипломантка низки всеукраїнських конкурсів і фестивалів, зокрема «Червона рута» (Запоріжжя, 1991).

## Життєпис

### Дитинство
Народилася в сім'ї болгарина Іона Ганева та кореянки. Батько служив на Далекому Сході, де і познайомилися з матір'ю, потім подружжя скерували на роботу в Карпати. У школі Лілія мріяла про кар'єру співачки. Але батьки на сімейній раді вирішили, що донька має стати інженером-будівельником, тому спочатку Ліля вступила на навчання до Львівського політехнічного інституту, Але зустріч із керівником хорового колективу, викладачем Дрогобицького музичного училища Олегом Цигиликом, якого вразила сила її голосу, змінила її долю. Так вона стала студенткою училища.

### Навчання
Закінчила Дрогобицьке музичне училище, Дрогобицький педагогічний інститут (1983; клас Юрія Корчинського), Львівську консерваторію (1992; клас Богдана Завойського).

### Робота
Учителювала. Від 1988 — у Дрогобицькому педагогічному університеті: від 2004 — доцент кафедри методики музичного виховання і диригування.
Керівник хору хлопчиків, хору старшокласників СШ № 2, хору старшокласників СШ № 4 м. Дрогобича, хору «Прикарпаття» ВАТ «Галол» (м. Дрогобич) та Народного хору «Воля» (м. Трускавець).
Сфера наукових зацікавлень: камерно-вокальна музика, поезія на слова Лідії Лазурко, розшифрування пісень українських бардів.

### Родина
Чоловік Степан, діти — донька Оленка і син Андрій, троє онуків.

## Творчість
У пісенній творчості, спираючись на традиційні ладоінтонаційні основи українського мелосу і новітні здобутки у жанрі авторської пісні та співаної поезії, створила власний стиль, що базується на органічному поєднанні мелодії з віршем. Досліджує творчість композитора Володимира Івасюка, пропагує його невідомі фортепіанні та камерно-інструментальні твори (авторка сценічної концертної композиції «Невідомий Івасюк»; проведена у Львові, Дрогобичі, Чернівцях).
Своє творче кредо Ліля характеризує так:
|  | «Моє захоплення українською поезією переросло у велике бажання пропагувати її через жанр співаної поезії. Розумію нинішню некомерційність цього жанру, але ж усвідомлюю велику потрібність української пісні. Особливо нині. У час, про який Ліна Костенко пише: «Україну здобули без бою і здають без бою. А втім, чому без бою? Б'ються поміж собою» |

У 1980–1990-х роках виступала у складі камерних хорів «Сонорес», «Легенда» у Дрогобичі. Гастролювала у Словаччині, Польщі, Німеччині, Угорщині, Канаді, Франції.
Учасниця ряду міжнародних та всеукраїнських фестивалів, зокрема «Червона рута», «Золоті ключі», дипломант IV Всеукраїнського фестивалю авторської пісні та співаної поезії «Оберіг» та інших.

### Доробок
Авторка близько 200 пісень на слова Лесі Українки, Василя Стуса, Ліни Костенко, Марії Матіос, Ростислава Братуня, Лідії Лазурко, К. Луценко, З. Філіпчука, В. Миронюка, Б. Британа, Я. Середницької, М. Шалати, Василя Слпчука та інших.

#### Найпопулярніші пісні
- «В мені давно ця музика болить» (слова Лідія Лазурко),
- «Я розгубила всі слова» (слова Лідія Лазурко),
- «Вечір холодний» (слова Богдана-Ігоря Антонича),
- «Сибірський романс» (слова І. Сеник),
- «Кажеш, мости» (слова І. Сеник),
- «Циганський романс» (слова Марії Матіос),
- «Примадонна» (слова Марії Матіос),
- «Втікає літо босоніж» (слова Василя Слапчука),
- «Я ще прийду» (слова М. Петренка),
- «Роде мій» (слова Ліни Костенко),
- «На все життя» (слова Ліни Костенко).

#### Інші пісні
- «Все бачить Святий Миколай» (слова Й. Білик),
- «Дощ» (слова Лідії Лазурко),
- «Журавлі» (слова Ліни Костенко),
- «Завтра і навіки» (слова Марії Матіос),
- «Коли ти плачеш» (слова Лідії Лазурко),
- «Колискова» (слова Лідії Лазурко),
- «Липнева ностальгія» (слова Лідії Лазурко),
- «Листопад і ти» (слова Лідії Лазурко),
- «Менестрелі» (слова Лідії Лазурко),
- «Не віддавай нікому цеї ночі» (слова Марії Матіос),
- «Осінній день, осінній день, осінній!» (слова Ліни Костенко),
- «Пісенька з варіаціями» (слова Ліни Костенко),
- «Попелюшка» (слова Марії Матіос),
- «Примадонна» (слова Марії Матіос),
- «Серце ластівки» (слова Владислави Шимборська),
- «Спомин» (слова С. Реп'ях),
- «Так рано ще» (слова Марії Матіос),
- «У Львові дощ »(слова Лідії Лазурко),
- «Цвітіння раннє» (слова Марії Матіос),
- «Цілую клавіші рум'яні» (слова Василя Слапчука),
- «Що вам сниться, Олено?» (слова Василя Слапчука),
- «Я розгубила всі слова» (слова Лідії Лазурко),
- «Я ще прийду» (слова Василя Слапчука).

#### Магнітоальбоми та компакт-диски
- «Альфреско» (1998),
- «Доля» (2000),
- «Свята ніч» (колядки, щедрівки, 2003),
- «Серце ластівки» (2006).

#### Збірки
Редакторка та упорядниця збірок:
- «Камерно-інструментальні твори (партитура та голоси)»  В. Івасюка (Дрогобич, 2007),
- «Я ще не все тобі сказав» (В. Івасюк) (Дрогобич, 2007),
- «Фортепіанні твори» В. Івасюка (Дрогобич, 2007);
- «Співає студентський хор “Мелодія”: Зб. творів для мішаного хору» (Дрогобич, 2007),
- «“Свята ніч”: Зб. коляд і щедрівок для мішаного хору» (Дрогобич, 2007).